# Tephrosia watsoniana
Tephrosia watsoniana är en ärtväxtart som först beskrevs av Paul Carpenter Standley, och fick sitt nu gällande namn av James Francis Macbride. Tephrosia watsoniana ingår i släktet Tephrosia och familjen ärtväxter. Inga underarter finns listade i Catalogue of Life.